# Seututie 879
La route régionale 879 (finnois : Seututie 879) est une route régionale allant de Säräisniemi à Vaala jusqu'à Vuottolahti à Kajaani en Finlande,,.

## Présentation
La seututie 879 est une route régionale d'Ostrobotnie du Nord et de  Kainuu.